# قرار مجلس الأمن التابع للأمم المتحدة رقم 38
قرار مجلس الأمن التابع للأمم المتحدة رقم 38، الصادر في 17 يناير 1948، دعا حكومتي الهند وباكستان إلى الامتناع بأي شكل من الأشكال عن تصعيد الوضع في كشمير، واستخدام أي وسيلة تحت تصرفهما لتحسينه. كما يطلب من كلا الحكومتين إبلاغ المجلس بأي تغييرات جوهرية في الوضع أثناء نظره من قبل المجلس.
وافق على القرار تسعة أصوات مقابل لا شيء ، بينما امتعنت أوكرانيا الاشتراكية السوفياتية والاتحاد السوفيتي عن التصويت.